# 알라스카 (가수)

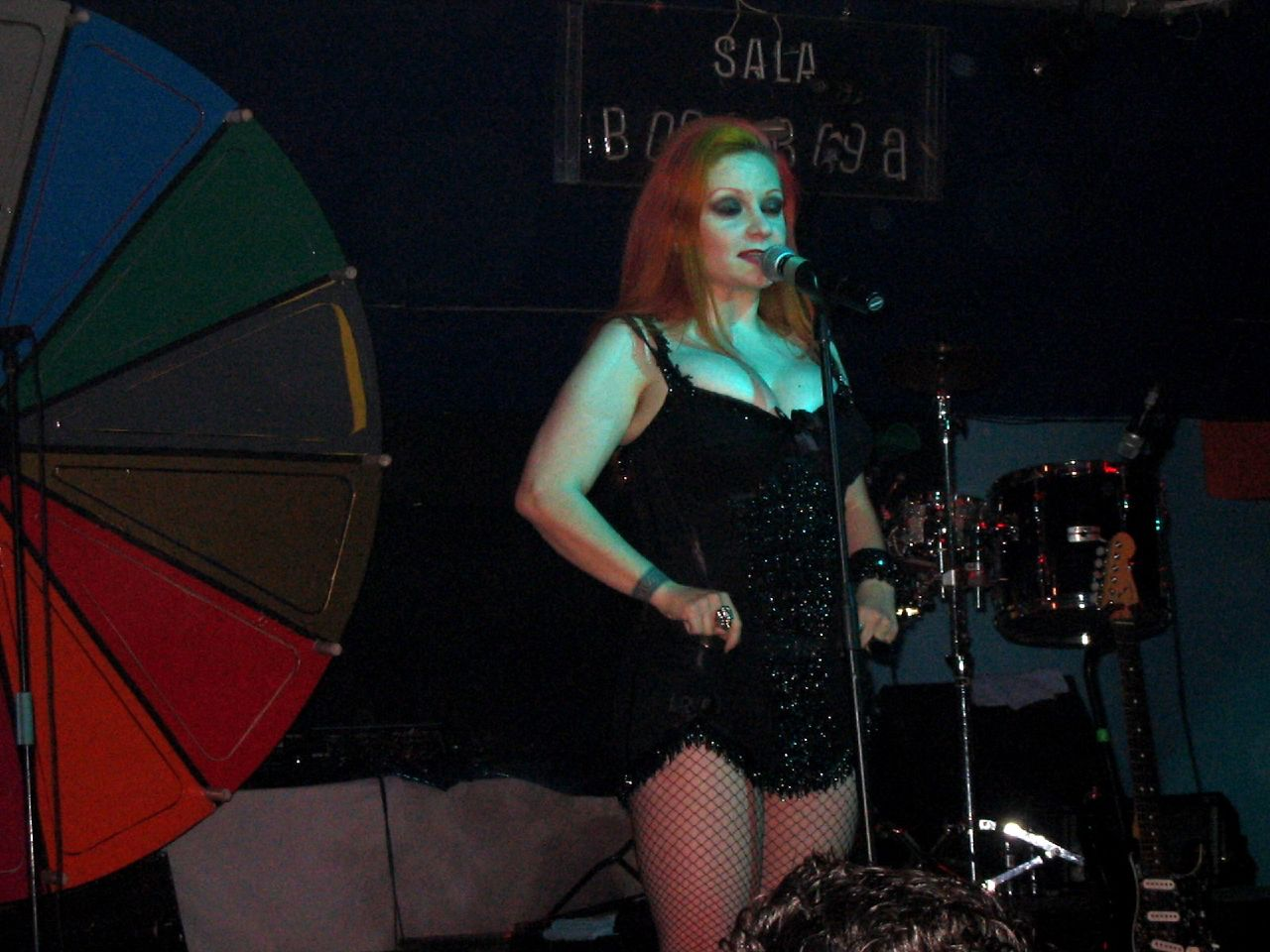

알라스카(스페인어: Alaska, 본명은 올비도 가라 호바(스페인어: Olvido Gara Jova), 1963년 7월 13일 ~ )는 스페인과 라틴 아메리카에서 유명한 스페인어 가수이다. 1963년 멕시코 멕시코시티에서 태어났다.
1977년에 가라는 페르난도 마르케스(Fernando Márquez), 나초 카누트(Nacho Canut), 카를로스 베를랑가(Carlos Berlanga)와 엔리케 시에라(Enrique Sierra), 다른 멤버들과 함께 카카 데 루헤(Kaka de Luxe)라는 첫 번째 펑크 락밴드를 결성했다. 1979년에 가라는 카누트, 베를랑가와 다른 멤버들과 함께 알라스카 이 로스 페가모이데스(Alaska y los Pegamoides)를 결성했다. 그리고, 1982년에 가라는 자신의 이름을 알라스카 이 디나라마(Alaska y Dinarama)로 바꿨다. 1989년에 카를로스 베를랑가(Carlos Berlanga)가 떠나자, 다른 멤버들은 팡고리아(Fangoria)라는 밴드로 이름을 바꿨다. 이름이 바뀌면서 일렉트릭 팝으로 밴드가 바뀌어 갔다. 그래도 기타는 항상 무대에 올라왔다.
1980년대 말에 알라스카는 어린이들의 TV 쇼 라 볼라 데 크리스탈(La Bola de Cristal)의 진행자였다..
2002년에는 가수 탈리아가 알라스카의 싱글 아 키엔 레 임포르타(A quién le importa)의 성공적인 버전을 내놓았으며, 라틴 싱글 차트의 9위를 차지했다.

## 발매 음반
Alaska y los Pegamoides
- 1982: Grandes éxitos
- 1983: Alaska y los pegamoides

Alaska y Dinarama
- 1983: Canciones profanas
- 1984: Deseo carnal
- 1986: No es pecado
- 1988: Diez
- 1989: Fan fatal

Fangoria
- 1991: Salto mortal
- 1992: Un día cualquiera en Vulcano 1.0
- 1993: Un día cualquiera en Vulcano 2.0
- 1995: Un día cualquiera en Vulcano 3.0
- 1998: Interferencias
- 1999: Una temporada en el infierno
- 2000: El infierno son los demás
- 2001: Naturaleza muerta
- 2003: Dilemas, amores y dramas
- 2004: Arquitectura efímera
- 2005: Naturaleza muerta remixes
- 2005: Arquitectura efímera deconstruida
- 2006: El extraño viaje
- 2007: ¡Viven!
- 2008: El extraño viaje revisitado
- 2009: Absolutamente
- 2009: Completamente